# Cathays Park
Cathays Park és una àrea de Cardiff que comprèn diversos edificis (entre ells, facultats de la Universitat de Gal·les) i jardins públics (Alexandra Gardens, Friary Gardens, Gorsedd Gardens). També és la forma abreujada per anomenar-ne el Crown Building, un dels seus edificis, actualment seu de l'Assemblea Nacional de Gal·les.
El Crown Building va ser la seu del Welsh Office, el departament governamental del Regne Unit dedicat als afers gal·lesos. El complex consta de dos edificis units per dos ponts: Cathays Park 1 (també conegut com a old Crown Building) és el més antic i allotja oficines del Primer ministre de Gal·les i el seu equip de govern; Cathays Park 2 (també conegut com a new Crown Building) és un edifici modern construït com a ampliació de Cathays Park 1.